# Toyota Park
Toyota Park is een voetbalstadion met 20.000 zitplaatsen. Het stadion staat in Bridgeview, Illinois.
Het stadion wordt gebruikt door verschillende sportteams uit de stad Bridgeview, maar ook door de betaaldvoetbalclub Chicago Fire, dat uitkomt in de Major League Soccer, Chicago Machine dat uitkomt in de Major League Lacrosse en Chicago Red Stars dat speelt in de National Women's Soccer League.